# Шестидневная война (2000)
Шестидневная война (фр. Guerre des Six Jours) — вооружённые действия между армиями Уганды и Руанды в конголезском городе Кисангани во время Великой африканской войны.
Конфликт получил своё название не только из-за своей продолжительности, но и потому, что произошёл в тот же промежуток времени, что и Шестидневная война между Израилем и арабскими государствами в 1967 году: с 5 по 10 июня. По данным правозащитной организации Justice et Libération, базирующейся в Кисангани, в результате военных действий погибли 1000 человек и получили ранения около 3000. Большинство из них были мирными жителями.
В августе 1999 года и 5 мая 2000 года Кисангани также был ареной боёв между Руандой и Угандой. Тем не менее, конфликт в июне 2000 года стал самым смертоносным. Большая часть города была серьёзно повреждена, военнослужащие этих двух африканских стран произвели более чем 6600 выстрелов.